# Auto Assault-12
Auto Assault-12 (AA-12) còn được biết với tên Atchisson Assault Shotgun là loại súng shotgun do Maxwell Atchisson phát triển từ năm 1972. Sau 18 năm thì thiết này được bán lại cho Military Police Systems, Inc để phát triển tiếp. Loại súng này được dự định là sẽ dùng cho cận chiến trong các môi trường hẹp như thành phố hoặc rừng rậm. Với hỏa lực lớn thích hợp cho việc phục kích hay phá hủy các vật dụng để dọn không gian cũng như các ứng dụng trong chiến đấu khác. Loại súng này có hai chế độ bắn là bán tự động và tự động với hộp đạn rời 8 viên hay hộp đạn tròn 20 đến 32 viên.

## Lịch sử thiết kế
Năm 1972, Maxwell Atchisson bắt đầu thiết kế loại súng này. Mẫu nguyên bản đầu tiên rất đơn giản và không giống với bất kỳ mẫu shotgun nào được phát triển khi đó với hệ thống nạp đạn blowback để có thể bắn liên tục. Loại súng này bắn khi bolt mở cũng như bolt này khá nặng (1,4 kg). Để giảm độ giật, Atchisson đã sử dụng hệ thống chống giật bằng cách cho bolt chuyển động về phía sau sâu hơn mức cần thiết để nạp đạn. Nó có hai cò súng một để bắn từng viên và cò còn lại dùng để bắn tự động.
Từ cuối những năm 1970 đến đầu những năm 1980 thì Atchisson đã tiến hành thiết kế lại khẩu súng này để nó trở nên an toàn cũng như đáng tin cậy và giảm độ giật nhiều hơn với khóa nòng, nâng cấp hệ thống giảm giật lò xo và chuyển sang cơ chế nạp đạn bằng khí nén. Thiết kế này được thực hiện để có thể sử dụng các loại đạn shotgun dành cho quân sự mạnh hơn các loại đạn từng được thử nghiệm trước đó. Hệ thống trích khí cơ bản với ống trích khí và pít ton nằm phía trên nòng súng, hệ thống khóa với khóa nòng xoay với một móc duy nhất, nó vẫn bắn khi bolt mở. Tuy nhiên thiết kế mới thay thế việc có nhiều cò súng bằng nút chọn chế độ bắn ở phía bên trái cò súng. Hệ thống giảm giật lò xo trong súng giúp giảm đáng kể độ giật nhưng lại khiến súng có trọng lượng hơi nặng.
Sau khi thiết kế được bán cho Military Police Systems, Inc thì nó được gọi là AA-12 với một số thay đổi nhỏ để phù hợp với lực lượng quân sự hay thi hành công vụ.